# Augustyn Czubocha
Augustyn Franciszek Czubocha (ur. 19 maja 1953 w Tuczempach) – polski rolnik, polityk i działacz związkowy, opozycjonista w okresie PRL.

## Życiorys
Syn Ludwika i Heleny, studiował historię w Państwowej Wyższej Szkole Wschodnioeuropejskiej w Przemyślu. Pracował jako rolnik we własnym gospodarstwie, w latach 1980–1984 członek samorządu wiejskiego w Tuczempach. Od 1980 związany z Solidarnością Wiejską, uczestniczył w staraniach o rejestrację NSZZ Rolników Indywidualnych „Solidarność”. W styczniu i lutym 1981 uczestniczył w strajku ustrzycko-rzeszowskim, w kolejnym miesiącu delegat województwa przemyskiego na zjazd zjednoczeniowy wiejskich środowisk „Solidarności”. Kierował także Gminnym Komitetem Założycielskim „S” RI w Jarosławiu. Od 13 grudnia 1981 do 24 lutego 1982 internowany w Ośrodku Odosobnienia w Uhercach Mineralnych. Po wyjściu na wolność zajmował się kolportażem ulotek i prasy podziemnej. Uczestniczył w miejscowych duszpasterstwach rolników oraz obchodach rocznicowych. W ramach represji odmówiono mu wydania paszportu.
W 1989 został członkiem Rady Programowej Małopolskiej Fundacji Rolniczej w Krakowie i przemyskiego Komitetu Obywatelskiego „Solidarności”. W latach 1991–1997 związany z Polskim Stronnictwym Ludowym – Porozumieniem Ludowym, m.in. jako prezes zarządu wojewódzkiego. W wyborach parlamentarnych w 1991 kandydował do Senatu w okręgu przemyskim, zajął 8. miejsce wśród 14 kandydatów. W wyborach parlamentarnych w 1993 otwierał przemyską listę okręgową PSL-PP. W 2005 związał się ze Stronnictwem Ludowym „Ojcowizna”, wszedł w skład jego władz krajowych.

## Odznaczenia
Odznaczony Krzyżem Semper Fidelis (2005), Krzyżem Kawalerskim Orderu Odrodzenia Polski (2009) oraz Krzyżem Wolności i Solidarności (2017).